# Terre-de-Haut
Terre-de-Haut (en crioll antillà : Tèdého) és una comuna francesa, situada a Guadalupe, una regió i departament d'ultramar de França situat a les Petites Antilles. L'any 2006 tenia 1.838 habitants. Ocupa la més gran de les illes de l'arxipèlag dels Saintes.

## Demografia
| 1.729                                      | 1.838 |
| Des de 1962: població sense dobles comptes |       |

## Administració
| Període       | Identitat          | Partit           |
| ------------- | ------------------ | ---------------- |
| 2000-en cours | Louis Molinié      | dreta sarkozysta |
| 1977-2000     | Robert Joyeux      | Dreta/RPR        |
| 1971-1977     | René Germain       |                  |
| 1961-1971     | Eugène Samson      |                  |
| 1957-1961     | Georges Azincourt  |                  |
| 1936-1957     | Théodore Samson    |                  |
| 1929-1935     | Benoît Cassin      |                  |
| 1915-1928     | Emmanuel Laurent   |                  |
| 1911-1914     | Paul-Eugène Thomas |                  |
| 1902-1908     | Benoit Cassin      |                  |
| 1892-1902     | Charles Foy        |                  |
| 1884-1892     | Bernard Azincourt  |                  |
| 1882-1884     | Charles Foy        |                  |
| 1871-1882     | Jean-Pierre Lognos |                  |

## Galeria d'imatges

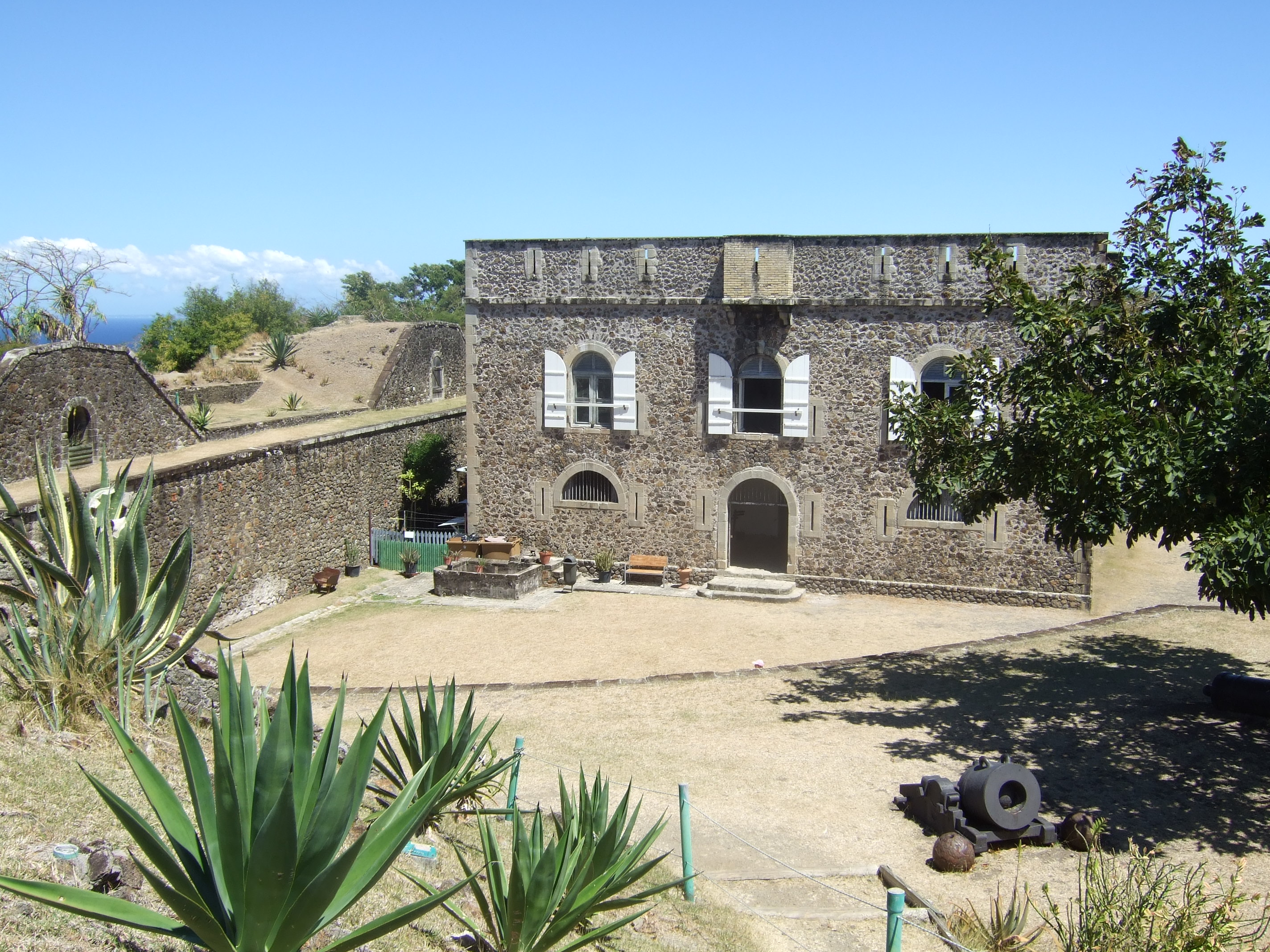
Fort Napoléon
- Rada de Fort Napoléon